# 佩列皮斯
52°3′23″N 31°27′37″E / 52.05639°N 31.46028°E
佩列皮斯（烏克蘭語：Перепис），是烏克蘭北部的村莊，隸屬切爾尼希夫州的切爾尼希夫區。該村始建於1665年，面積5.85平方公里，海拔高度161米，2001年人口539，人口密度每平方公里92.1人。